# Prorocorys gemmata
Prorocorys gemmata är en fjärilsart som beskrevs av W. Warren 1899. Prorocorys gemmata ingår i släktet Prorocorys och familjen mätare. Inga underarter finns listade i Catalogue of Life.